# Nin, Kroatien
Nin (tyska: Fleissenburg, italienska: Nona, latin: Aenona eller Nona) är en kuststad i landsdelen Dalmatien i Kroatien och hade 4 603 invånare 2001. Nin ligger vid Adriatiska havet och i närheten av den betydligt större staden Zadar. 

## Historia
Nin var en viktig stad under medeltiden. Staden fungerade som huvudstad åt flera medeltida kroatiska kungar och var sedan 800-talet och under medeltiden ett eget stift med en biskop. Gregorius av Nin var en känd biskop från Nin under 900-talet. Katedralen i Nin är världens minsta katedral.